# Екологічна катастрофа
Екологі́чна катастро́фа — надзвичайно швидка і тому небезпечна деструкційна/незворотня зміна умов навколишнього середовища глобального чи локального масштабу, яка пов'язана з нанесенням величезної шкоди навколишньому середовищу, загибеллю рослин, тварин і людей.

## Класифікація
Катастрофи поділяються на локальні та глобальні. Локальна екологічна катастрофа призводить до загибелі чи серйозного порушення однієї чи більше локальних екологічних систем. Глобальна екологічна катастрофа спричиняє загибель або порушення екологічних систем в масштабах континентів, океанів, усієї планети.
Крім того, розрізняють природні екологічні катастрофи (стихійні лиха, природні катаклізми пов'язані з ними причинно-наслідковим зв'язком) та техногенні (антропогенні) катастрофи. Останні зазвичай викликаються промисловою аварією, війною або їх поєднанням.

## Приклади великих екологічних катастроф

### Природні катастрофи
- Киснева катастрофа
- Виверження вулканів
- Лімнологічна катастрофа
- Кліматична катастрофа
- Космічна катастрофа
- Земля-сніжка

### Техногенні катастрофи
- Ядерне бомбардування Хіросіми і Нагасакі, Японія — єдине за всю історію застосування ядерної зброї у світі 6 та 9 серпня 1945 року.
- Чорнобильська катастрофа, Україна, СРСР — радіаційне забруднення території України, частково Білорусії та Росії 26 квітня 1986 р.
- Аварія на хімічному заводі Севезо, Італія 10 липня 1976 року.
- Викид ціаністих сполук у Бхопалі, Індія — викид метилізоціанату 3 грудня 1984 року.
- Загибель Аральського моря, Казахстан, Узбекистан.
- Глобальне потепління. Підвищення концентрації СО2 або парникових газів у повітрі, згодом глобальне потепління та загибель коралів.
- Організоване іракською армією скидання нафти до Перської затоки під час війни 1991 року
- Канадська екологічна катастрофа 1970 року
- Екологічна катастрофа в Угорщині 2010 року — прорив дамби на заводі з виробництва алюмінію, внаслідок чого сотні гектарів території, а також Дунай із притоками було залито т.з. «червоним шламом».
- Вибух нафтової платформи Deepwater Horizon у Мексиканській затоці 20 квітня 2010 р.
- Аварія на АЕС Фукусіма I в Японії 11-12 березня 2011 року
- Витік дизельного палива в Норильську 29 травня 2020 року
- Провали ґрунту в Солотвино (Закарпатська область) на території шахт видобування солі ДП «Солотвинський солерудник» внаслідок активізації карстових явищ.
- Підрив дамби ГЕС російськими військовими 6 червня 2023 року, яка стримувала воду.В наслідок вода затопила велику частину   Херсону, люди залишились без жител, всі тварини в Херсонському зоопарку померли. Зупиніть війну та Слава Україні!

## Наслідки екологічних катастроф
Екологічні катастрофи впливають на біорізноманіття, включаючи дику природу, економіку (зокрема, сільське господарство) та здоров'я людей. Найпоширеніші наслідки екокатастроф включають забруднення довкілля — гідросфери, атмосфери та геологічного середовища.
Екологічні катастрофи відіграють важливу роль у розвитку екологічної свідомості. Хоча забруднення довкілля часто є підступним або непомітним для людських почуттів, екологічні катастрофи викликають страхи та занепокоєння у багатьох людей через їх раптову і насильницьку появу, що дозволяє розвивати екологічну свідомість та активний захист навколишнього середовища.

## Екологічні катастрофи в Україні
1. Чорнобильська катастрофа вважається найбільшою за всю історію ядерної енергетики як за кількістю загиблих і потерпілих від її наслідків людей, так і за економічним збитком. Радіоактивна хмара від аварії пройшла над європейською частиною СРСР, більшою частиною Європи, східною частиною США. Приблизно 60 % радіоактивних речовин осіло на території Білорусі. Близько 200 000 осіб евакуювали із зон забруднення. Чорнобильська аварія стала подією великого суспільно-політичного значення для СРСР. Це наклало деякий відбиток на хід розслідування її причин. Підхід до інтерпретації фактів і обставин аварії змінювався з часом і повністю єдиної думки не існує.
2. Підрив Каховської ГЕС у Херсоні.
Шостого червня 2023 терористичною владою Росії було зруйновано дамбу Каховської ГЕС, що спричинило найбільшу технологічну катастрофу в Європі за десятиліття. 

### Можливі екологічні катастрофи в Україні
1. Бортницька станція аерації, що знаходиться у столиці становить загрозу для всієї України. Застарілі технології на станції, куди стікаються каналізаційні відходи зі всього міста, можуть стати причиною масштабної катастрофи як для Києва, так і для всієї України. Нечистоти можуть потрапити до Дніпра, головної водної артерії країни.
2. У Донецьку можлива екологічна катастрофа через зупинку водовідливів на закритих шахтах, особливо шахти "Юнком" на якій у 1979 році, з метою запобігання частим викидам вугілля та породи, на глибині 903 м  було здійснено підземний ядерний вибух — Об'єкт «Кліваж». «Одним з екологічних ризиків гібридної війни є ризик екологічної катастрофи на українському Донбасі», — така думка президента України П.Порошенка.
3. У місті Дергачі станом на 2018 рік не активні дві станції аерації що загрожує екологічною катастрофою.

4.На Житомирщині починається екологічна катастрофа — зникає вода у криницях.
5. Газодобуна промисловість є причиною потенційного екологічного лиха, що вже практично сталося в Сенчі, Полтавська область.

## Оперативно-рятувальна служба України
Кодексом цивільного захисту України головним аварійно-рятувальним підрозділом держави визначено Оперативно-рятувальну службу цивільного захисту України Державної служби України з надзвичайних ситуацій.